# ان‌دابلیو دی
ان‌دابلیو دی (NW D) خودرویی است که در سال‌های ۱۹۰۴۳ producedدر موراوی تولید شده‌است. است.